# Realicó
Realicó – miasto w Argentynie, w prowincji La Pampa, stolica departamentu o tej samej nazwie.
Według danych szacunkowych na rok 2010 miejscowość liczyła 7 343 mieszkańców.